# Hackman
Hackman es una variedad cultivar de ciruelo (Prunus domestica), de las denominadas ciruelas europeas.
Una variedad antigua de ciruela, que se cree fue originada en Suecia, probablemente a partir de semillas de Reine Claude.
Las frutas son de tamaño grande, piel de color amarillo con tintes rosados recubierta de pruina blanquecina, y su pulpa color ambarino, con textura medianamente jugosa, y sabor agrio ligeramente dulce.
Tolera las zonas de rusticidad según el departamento USDA, de nivel 1 a 3.

## Historia
'Hackman' es una antigua variedad de ciruela de la que se cree fue originada en Suecia, probablemente a partir de semillas de Reine Claude. La primera referencia que se tiene de esta variedad ya en 1937.
'Hackman' está cultivada en diversos bancos de germoplasma de cultivos vivos, tales como en National Fruit Collection (Colección Nacional de Fruta) de Reino Unido con el número de accesión: 1968-054 y Nombre Accesión : Hackman. Recibido por "The National Fruit Trials" (Probatorio Nacional de Frutas) para evaluar sus características en 1968.

## Características
'Hackman' árbol de crecimiento fuerte con copa ancha. Da la mejor cosecha en una posición soleada plantada en un suelo nutritivo y bien drenado. Tiene un tiempo de floración que comienza a partir del 19 de abril con el 10% de floración, para el 24 de abril tiene una floración completa (80%), y para el 5 de mayo tiene un 90% de caída de pétalos.
'Hackman' tiene una talla de tamaño grande, de forma ovalada oblonga, con peso promedio de 46.80 g;epidermis tiene una piel de grosor medio y color amarillo con tintes rosados recubierta de pruina blanquecina, acentuada en una depresión muy suave, algo más acentuada junto a cavidad peduncular; pedúnculo de longitud medio 14.39 mm de calibre mediano, con escudete muy marcado, con la cavidad del pedúnculo estrecha, poco profunda, rebajada en la sutura y más levemente en el lado opuesto; pulpa de color ámbar, con textura medianamente jugosa, y sabor agrio ligeramente dulce.
Hueso de fácil deshuesado, grande, alargado, zona ventral poco sobresaliente, superficie rugosa.
Su tiempo de recogida de cosecha se inicia a principios de septiembre.

## Usos
Se usa comúnmente como postre fresco de mesa buena ciruela de postre de fines de verano, y muy apta para procesamientos de conservas y de mermeladas.

## Cultivo
Características generales, variedad que está bien adaptada a los climas del norte, es ciruela auto estéril por lo que necesita la polinización cruzada con otra variedad polinizadora del Grupo 2. Requiere ubicaciones soleadas, suelo fértil con suficiente humedad.
Variedad cultivada principalmente en Suecia, Reino Unido, y Noruega.